# چارلز وی. چاپین
چارلز وی. چاپین (انگلیسی: Charles V. Chapin; ۱۷ ژانویهٔ ۱۸۵۶ – ۳۱ ژانویهٔ ۱۹۴۱) سرپرست سلامتی، رود آیلند اهل ایالات متحده آمریکا  و از برندگان جایزه آکادمی ملی علوم بود.